# Tiroteo en Jacksonville de 2023
El 26 de agosto de 2023, un hombre armado mató a tiros a tres personas en una tienda Dollar General en Jacksonville, Florida. Las autoridades identificaron a Ryan Christopher Palmerer como el pistolero,  Descrito como un hombre blanco de 21 años.   Palmerer se suicidó después de atrincherarse en una oficina.    El incidente ha sido descrito como un ataque terrorista,  tuvo motivos raciales, Y actualmente está bajo investigación como un crimen de odio.  

## Tiroteo
Según la policía, a las 11:39 a m, Palmerer salió de su casa en el condado de Clay, Florida.    A las 12:48 p m, llegó a la Universidad Edward Waters y publicó un video en TikTok de él poniéndose un chaleco táctico.  A las 12:55, la seguridad del campus llegó a su ubicación y pidió una identificación. Palmerer no se identificó y salió del estacionamiento a las 12:57; Lo siguió un oficial de seguridad del campus que salía a las 12:58.   Antes de la 1:08, el oficial del campus llamó a un oficial de policía, quien luego comenzó a procesar una alerta BOLO.  
A la 1:08, se activa una alerta en ShotSpotter (sistema de detección de disparos), provocada por Palmer, disparando 11 disparos al parabrisas delantero de un automóvil afuera de la tienda Dollar General, matando al conductor.    Luego entró en la tienda y mató a otra víctima.  Las imágenes de seguridad mostraron a Palmere usando un chaleco táctico, una cubierta para la cara, guantes de goma azules y protección para los oídos durante el tiroteo.   Varias personas huyeron por la salida trasera de la tienda y salió por la misma puerta poco después.  A la 1:09, se disparó una alerta de ShotSpotter de una ronda, seguida de que Palmer reingresara a la tienda por la puerta trasera e intentara disparar a una cámara de seguridad, pero falló. En ese momento se recibió la primera llamada de voz al 911. A la 1:10, dos clientes más entraron a la tienda por la puerta principal. A la 1:13, Palmerer mató a uno de ellos, luego persiguió a la otra persona por la tienda, le disparó pero falló. La víctima perseguida pudo salir por la puerta trasera, y Palmerer la siguió, disparó por la misma puerta y luego volvió a entrar al edificio. 
A la 1:14, Palmerer entró a una oficina; Cuatro minutos después, le envió un mensaje de texto a su padre, indicándole que usara un destornillador para entrar a su habitación. Allí, su padre encontró una última voluntad y un testamento y una nota de suicidio en la computadora portátil de Palmerer.  A la 1:19, 11 minutos después de los primeros disparos, los agentes de policía entraron al edificio y escucharon un solo disparo, que se sospechaba que era el suicidio de Palmerer.  Sus padres contactaron a la policía a la 1:53.  A las 3:44, SWAT confirmó que Palmer estaba muerto.  En su cuerpo se encontraron al menos tres manifiestos, incluidos aquellos dirigidos a sus padres, los medios de comunicación y los agentes federales.     Las tres víctimas eran negras, lo que concuerda con la intención de matar a personas negras como se alega en los manifiestos. 

## Víctimas
Tres personas, todas ellas negras, murieron a tiros.   Las víctimas fueron identificadas como Angela Michelle Carr, de 52 años; Jerrald Gallion, 29 años; y Anolt Joseph Laguerre Jr., 19 años.  Laguerre era empleada de la tienda. 

## Perpetrador
El tirador, Ryan Christopher Palmerer (28 de noviembre de 2001-26 de agosto de 2023),   era un hombre blanco de 21 años de Orange Park, Florida, que vivía en el área de Oakleaf Plantation en Jacksonville antes de que él se suicidó durante el tiroteo.   Palmerer era un exalumno de Oakleaf High School y Flagler College.  En 2016, fue objeto de una llamada de la policía nacional entre él y su hermano.   En 2017, fue objeto de una convocatoria de la Ley Baker, utilizada para colocar a personas bajo detención involuntaria para exámenes de salud mental por hasta 72 horas. 
La policía de Jacksonville mostró imágenes del rifle estilo AR-15 de Palmerer con una esvástica e insultos raciales dibujados con rotulador blanco, junto con una pistola Glock sin marcas.   Adquirió la pistola en abril de 2023 y el rifle en junio de 2023. Ambas armas se obtuvieron legalmente mediante transferencias FFL, que requieren verificación de antecedentes, y la policía dijo que a Palmerer se le permitía poseerlas legalmente.  El chaleco de Palmerer tenía un parche del ejército de Rhodesia, un símbolo que había sido utilizado anteriormente por otros supremacistas blancos, incluido Dylann Roof, el autor del tiroteo en la iglesia de Charleston. 

## Reacciones
En respuesta al tiroteo, el presidente Joe Biden dijo que "la supremacía blanca no tiene lugar en Estados Unidos". Señaló también que el tiroteo tuvo lugar el mismo día de la conmemoración del 60.º aniversario de la Marcha sobre Washington, una famosa manifestación por los derechos civiles. 
El gobernador Ron DeSantis emitió un comunicado en el que se refirió a Palmerer como un "cabrón" y un "cobarde" por suicidarse en lugar de asumir la responsabilidad por sus acciones.  El 27 de agosto, DeSantis visitó Jacksonville para asistir a una vigilia por las víctimas. Cuando intentó dirigirse a la multitud, lo interrumpieron, lo que lo obligó a alejarse del micrófono. Esto llevó a la concejal de Jacksonville, Ju'Coby Pittman, a intervenir y pedir a los dolientes que se calmaran, diciendo: "Vamos a dejar de lado las fiestas porque hoy no se trata de fiestas", antes de agregar: "Una bala no conoce una fiesta". 